# Ынталы (Казыгуртский район)
Ынталы (каз. Ынталы) — село в Казыгуртском районе Туркестанской области Казахстана. Входит в состав Кызылкиянского сельского округа. Код КАТО — 514047400.

## Население
В 1999 году население села составляло 1193 человека (580 мужчин и 613 женщин). По данным переписи 2009 года, в селе проживали 1384 человека (699 мужчин и 685 женщин).